# Gonia fulva
Gonia fulva là một loài ruồi trong họ Tachinidae.